# Erich Wolf (Fußballspieler)
Erich Wolf (* 23. Mai 1940 in Hohensachsen; † 17. Juni 2012) war ein deutscher Fußballtorhüter, der in den Jahren 1964 bis 1967 in 27 Bundesligaspielen für den Karlsruher SC zum Einsatz kam.

## SpVgg Ilvesheim, bis 1961
Erich Wolf, der im Weinheimer Stadtteil Hohensachsen aufwuchs, begann bei der SpVgg Ilvesheim mit dem Fußballspielen. Bis zur B-Jugend war Wolf Feldspieler, bis er nach einem Ausfall des etatmäßigen Torhüters dessen Platz zwischen den Pfosten einnahm. Bei den Senioren gehörte der Nachwuchstorhüter der Mannschaft an, die zur Saison 1960/61 erstmals in die 1. Amateurliga Nordbaden – und damit in die damals dritthöchste Spielstufe im deutschen Fußball – aufstieg und sich in der ersten Spielzeit im oberen Mittelfeld der Tabelle platzieren konnte. Durch seine guten Leistungen machte Erich Wolf unter anderem auch bei den Gastspielen der Kurpfälzer in Karlsruhe auf sich aufmerksam, wo mit dem FV Daxlanden, dem FC Neureut und dem Karlsruher FV gleich drei Vereine aus der Fächerstadt im Amateur-Oberhaus vertreten waren.

## Karlsruher SC, 1961 bis 1967
Zur Saison 1961/62, der vorletzten Spielzeit der Oberliga Süd vor Einführung der Bundesliga, wechselte Wolf zum Karlsruher SC. Trainer Eduard Frühwirth hatte ihm einen sicheren Platz als „Nummer Zwei“ hinter Stammtorhüter Manfred Paul in Aussicht gestellt, setzte dann jedoch weiter auf den erfahreneren Horst Jungmann als Ersatztorhüter, während Erich Wolf in der Reserverunde zeitweise sogar als Feldspieler antreten musste. Nach einem enttäuschenden 9. Platz wurde Frühwirth zur Runde 1962/63 von Kurt Sommerlatt abgelöst, und mit Platz 5 qualifizierte sich die Wildpark-Elf aufgrund der Zwölfjahreswertung schlussendlich für einen der 16 Plätze der neuen Bundesliga. Erich Wolf rückte unter Sommerlatt auf Platz 2 der Torhüterhierarchie und kam so zumindest in der Reserverunde auf seiner angestammten Position regelmäßig zum Einsatz.
In der ersten Bundesliga-Saison 1963/64 gehörte Wolf dem Lizenzspielerkader des KSC an und kam am 18. Januar 1964 – nach zweieinhalb Jahren in Karlsruhe – zu seinem ersten Ligaeinsatz in der ersten Mannschaft. Vor der stattlichen Kulisse von 45.000 Zuschauern im Wildparkstadion erkämpfte die Mannschaft von Kurt Sommerlatt gegen den 1. FC Köln ein 2:2-Unentschieden. In den letzten sechs Ligaspielen vertrat Wolf erneut den Stammkeeper Manfred Paul, der während der Runde stets vom Abstieg bedrohte Karlsruher SC konnte am Saisonende mit drei Punkten Vorsprung vor den Abstiegsrängen die Klasse halten. Zu Beginn der Saison 1964/65 lief es alles andere als rund beim KSC, nach zwölf Spielen fanden sich die Badener erneut in der Abstiegszone wieder. Ab dem 13. Spieltag hütete Erich Wolf regelmäßig das Tor des KSC und verdiente sich teilweise Bestnoten im Fachmagazin Kicker. Doch die Talfahrt der Sommerlatt-Elf hielt an und der Trainer des Tabellenvorletzten wurde schließlich Ende Januar entlassen und durch Helmut Schneider ersetzt. Kurz zuvor hatte der KSC mit dem 0:9 beim TSV 1860 München seine bis heute höchste Niederlage hinnehmen müssen. Wolf verlor nach der 2:4-Heimniederlage gegen den 1. FC Köln seinen Stammplatz im Tor wieder an Manfred Paul, so dass es im zweiten Bundesligajahr bei zwölf Einsätzen des Kurpfälzers blieb. Sportlich abgestiegen, konnte der KSC durch die Aufstockung der Bundesliga auf 18 Vereine die Klasse halten.
Mit Siegfried Kessler aus dem Karlsruher Stadtteil Durlach-Aue wurde zur Bundesligaspielzeit 1965/66 ein weiterer Torhüter verpflichtet, Erich Wolf war aber hinter Manfred Paul zunächst als Ersatztorwart gesetzt. Wie im Vorjahr löste Wolf den Stammtorhüter am 13. Spieltag zeitweise ab und kam auch am 23. Spieltag, beim Heimspiel gegen Bayern München zum Einsatz. Das Spiel am 26. Februar 1966 gewann der KSC zwar mit 1:0, Wolf brach sich aber im Spielverlauf den kleinen Finger und fiel längere Zeit aus, und Konkurrent Manfred Paul hütete wieder das KSC-Tor. Als die Badener in der Rückrunde in der Defensive erneut Schwächen in der Defensive zeigten, gab Trainer Schneider dem Nachwuchstalent Siegfried Kessler eine Chance, die dieser auch nutzte und fortan als Nummer 1 gesetzt war. Für Erich Wolf blieb es in dieser Runde bei sieben Einsätzen in der Bundesliga. Der langjährige Stammtorhüter Manfred Paul verließ daraufhin im Sommer 1966 den Verein, doch Erich Wolf fand sich auch in der Runde 1966/67 auf der Ersatzbank wieder. Nur ein einziges Mal kam Wolf in dieser Spielzeit zum Einsatz: Am 24. Spieltag gab es bei der Frankfurter Eintracht eine deftige 1:5-Niederlage; zwei der fünf Gegentore kassierte Erich Wolf bei seinem letzten Bundesligaspiel am 4. März 1967 von Eintracht-Talent Jürgen Grabowski.

## FSV Frankfurt, 1967/68
Im Sommer verließ Erich Wolf den KSC und wechselte in die zweite Spielklasse zum Süd-Regionalligisten FSV Frankfurt. Der ehemalige Oberligist hegte zwar hohe Ambitionen und verpflichtete neben Wolf mit Günter Heiden, Reinhold Nedoschil und Manfred Nehren für die Saison 1967/68 weitere namhafte Spieler, um im Kampf um den Aufstieg in die Bundesliga ein Wörtchen mitreden zu können. Nach sieben Spielen ohne Sieg fanden sich die von Heinz Baas trainierten Bornheimer allerdings im Tabellenkeller wieder, und finanzielle Probleme sowie vereinsinterne personelle Reibereien sorgten dafür, dass sich die Mannschaft bis zum Saisonende nicht mehr aus dem Abstiegsstrudel befreien konnte und zum ersten Mal in der Vereinsgeschichte den Gang in die Drittklassigkeit antreten musste.
Erich Wolf beendete nach dieser Saison seine Karriere im höherklassigen Fußball. Mit der TG Jahn Trösel unweit von Weinheim schloss sich noch eine weitere Station im unterklassigen Amateurlager an, anschließend fungierte er noch bei Phönix Mannheim sowie in seinem Heimatort bei der SG Hohensachsen als Trainer.

## Neben dem Fußball
Erich Wolf lebte in seinem Vaterhaus in Hohensachsen, wo auch Alt-Bundestrainer Sepp Herberger zuhause war. Beruflich war der Bauingenieur zuletzt in gehobener Position tätig, er leitete 25 Jahre lang das Heidelberger Straßenbauamt.